# Mamerthes gangaba
Mamerthes gangaba là một loài bướm đêm trong họ Noctuidae.